# Ghiocari, Buzău
Ghiocari este un sat în comuna Chiliile din județul Buzău, Muntenia, România. Se află în zona montană din nord-vestul județului.